# Цона Артиђанале Ис Котиларис
Цона Артиђанале Ис Котиларис је насеље у Италији у округу Ористано, региону Сардинија.
Према процени из 2011. у насељу је живело 4 становника. Насеље се налази на надморској висини од 4 м.